# كليفورد جون إيرل جونيور
كليفورد جون إيرل جونيور (بالإنجليزية: Clifford Earle)‏ هو رياضياتي وأستاذ جامعي أمريكي، ولد في 3 نوفمبر 1935 في راسين في الولايات المتحدة، وتوفي في 12 يونيو 2017 في إثاكا في الولايات المتحدة.